# Edis Elkasević
Edis Elkasević, né le 18 février 1983 à Prijedor, est un athlète croate, spécialiste du lancer de poids. 

## Biographie
Il a connu le succès en juniors en remportant les championnats du monde de 2002 à Kingston avec un jet à 21,47 m. Il a établi un record du monde junior (poids de 6 kg) lors des championnats nationaux juniors à Zagreb avec 21,96 m. Ce record a été battu en 2009 par David Storl.
En seniors, il a participé aux Jeux olympiques de 2004 et aux Championnats du monde de 2005, sans réussir à se qualifier pour la finale. En 2005 il a remporté le titre lors des Jeux méditerranéens.
Une blessure au coude en 2005 le pousse à arrêter sa carrière à seulement 22 ans. Il tente une reconversion dans le lancer du disque, terminant notamment 3e des championnats nationaux en 2008, mais ne retrouve jamais sa forme passée et arrête définitivement l'athlétisme.
Il entraîne depuis 2014 sa compagne Sandra Perković, la meilleure lanceuse de disque du monde depuis 2010.

## Palmarès
| Date            | Compétition                   | Lieu     | Résultat | Épreuve         | Performance |
| --------------- | ----------------------------- | -------- | -------- | --------------- | ----------- |
| 16 juillet 2002 | Championnats du monde juniors | Kingston | 1er      | Lancer du poids | 21,47 m     |
| 2 juillet 2005  | Jeux méditerranéens           | Almería  | 1er      | Lancer du poids | 20,26 m     |

### Records
| Épreuve          | Performance | Lieu     | Date          |
| ---------------- | ----------- | -------- | ------------- |
| Lancer du poids  | 20,94 m     | Velenje  | 23 juin 2005  |
| Lancer du disque | 60,54 m     | La Jolla | 23 avril 2005 |